# Invisible (film, 2011)
Pour les articles homonymes, voir Invisible (homonymie).
Pour plus de détails, voir Fiche technique et Distribution.
Invisible (Lo Roim Alaich, en hébreu : לא רואים עליך) est un film dramatique israélien co-écrit et réalisé par Michal Aviad, sorti en 2011.

## Synopsis
Lily et Nira sont liées par un traumatisme commun : elles ont toutes deux été victimes d’un violeur en série vingt ans plus tôt. Ensemble, elles commencent à enquêter sur les crimes et leur auteur. 

## Fiche technique
- Titre original : Lo Roim Alaich, en hébreu :
- Réalisation : Michal Aviad
- Scénario : Michal Aviad et Tal Omer
- Photographie : Guy Raz
- Montage : Era Lapid
- Casting : Yael Aviv
- Production :  Ronen Ben Tal
- Sociétés de production : Plan B Productions, TAG/TRAUM Filmproduktion
- Sociétés de distribution : Les films de l'Atalante (France)
- Pays de production :  Israël,  Allemagne
- Langue originale : hébreu
- Format : couleur, noir et blanc —  son Dolby Digital
- Genres : Drame
- Durée : 90 minutes
- Dates de sortie :
  - Allemagne : 14 février 2011
  - France : 30 janvier 2013[1]

## Distribution
- Ronit Elkabetz : Lily
- Evgenia Dodina : Nira
- Gil Frank : Amnon
- Gal Lev : Yuval
- Sivan Levy : Dana

## Distinctions
- Prix du jury œcuménique section Panorama à la Berlinale 2011
- Meilleur film au Festival international du film d'Haifa
- Grand Prix du Jury au Festival international de films de femmes de Créteil